# Крутовських Сергій Аркадійович
Сергій Аркадійович Крутовських (1928, Ульяновськ — 18 жовтня 1981) — радянський кібернетик та організатор виробництва, перший генеральний конструктор ЄС ЕОМ (1968–1971).
У 1951 році закінчив Куйбишевський індустріальний інститут за спеціальністю електрообладнання промислових підприємств і був направлений на роботу до Москви в СКБ-245 міністерства машинобудування і приладобудування. У період з 1951 по 1955 рік працював інженером, старшим інженером, начальником лабораторії СКБ-245, брав участь у створенні електромеханічних диференціальних аналізаторів «Інтеграл-1» і «Інтеграл-3М».
В 1960 році призначений директором і науковим керівником Научно-дослідного інституту електронних математичних машин (НІЕМ).
У кінці 1968 році призначений директором новоствореного Науково-дослідного центру електронної обчислювальної техніки (НДЦЕОТ) та Генеральним конструктором ЄС ЕОМ. У квітні 1970 року важко захворів і поступився посадою Генерального конструктора О. М. Ларіонову. До 1975 року працював начальником лабораторії НДЦЕОТ, а з 1975 року — начальником відділу НДІ «Схід».
У 1973 році захистив докторську дисертацію.
В жовтні 1981 року раптово помер.